# 束田進也
束田 進也（つかだ しんや、1967年 - ）は、日本の地震学者。元東京大学地震研究所准教授。理学博士（東京大学）。

## 経歴
1986年石川県立小松高等学校理数科・1990年金沢大学理学部地学科卒。1995年東京大学大学院理学研究科博士課程修了、「Analysis of shear wave splitting by using high density seismic arry data -A quantitative study of anisotropy in the upper crust(高密度アレイを用いたS波偏光異方性の精密解析 -上部地殻の異方性とその存在状態)」。 同年気象庁地震火山部へ奉職。
文部科学省の高度即時的地震情報伝達網実用化プロジェクトに参画。過去の地震のデータを分析した結果、P波の地震波形のデータから、震源までの距離・マグニチュード・S波到達予想時刻・揺れの強さを予想できることをつきとめ、緊急地震速報システムの構築に貢献した。
2009年東京大学地震研究所准教授に就任。2011年気象庁に復職。

## 受賞歴
- 文部科学省科学技術賞（2006年）
- 日本地震学会論文賞（2006年）
- 気象庁長官表彰（2006年）
- 日本気象協会田口賞（2006年）
- ナイスステップな研究者（2007年）

## 著書
- 「地震予知の科学」（東京大学出版会、共著）